# Stefanija Ivanivna Turkevyč-Lukijanovyč
Stefanija Ivanivna Turkevyč-Lukijanovyč (in ucraino Стефанія Іванівна Туркевич-Лукіянович?; in traslitterazione anglosassone: Stefania Turkewich-Lukianovych; Leopoli, 25 aprile 1898 – Cambridge, 8 aprile 1977) è stata una compositrice, pianista e musicologa ucraina, riconosciuta come prima donna compositrice del suo paese.

## Biografia

### Infanzia
Stefania nacque a Leopoli, allora nell'Impero austro-ungarico, il 25 aprile 1898, in una famiglia di musicisti. Il nonno di Stefania (Lev Turkevich) e suo padre (Ivan Turkevyč) erano preti. Sua madre Sofia Kormošiv (Кормошів) era una pianista che studiò con Karol Mikuli e Vilém Kurz, e che nella sua carriera ha accompagnato la giovane Solomija Krušel'nyc'ka. Tutti i membri della famiglia suonavano uno strumento; Stefania suonava il pianoforte, l'arpa e l'armonium. Successivamente la compositrice ha ricordato la sua infanzia e il suo amore per la musica con queste parole:  

### Studi

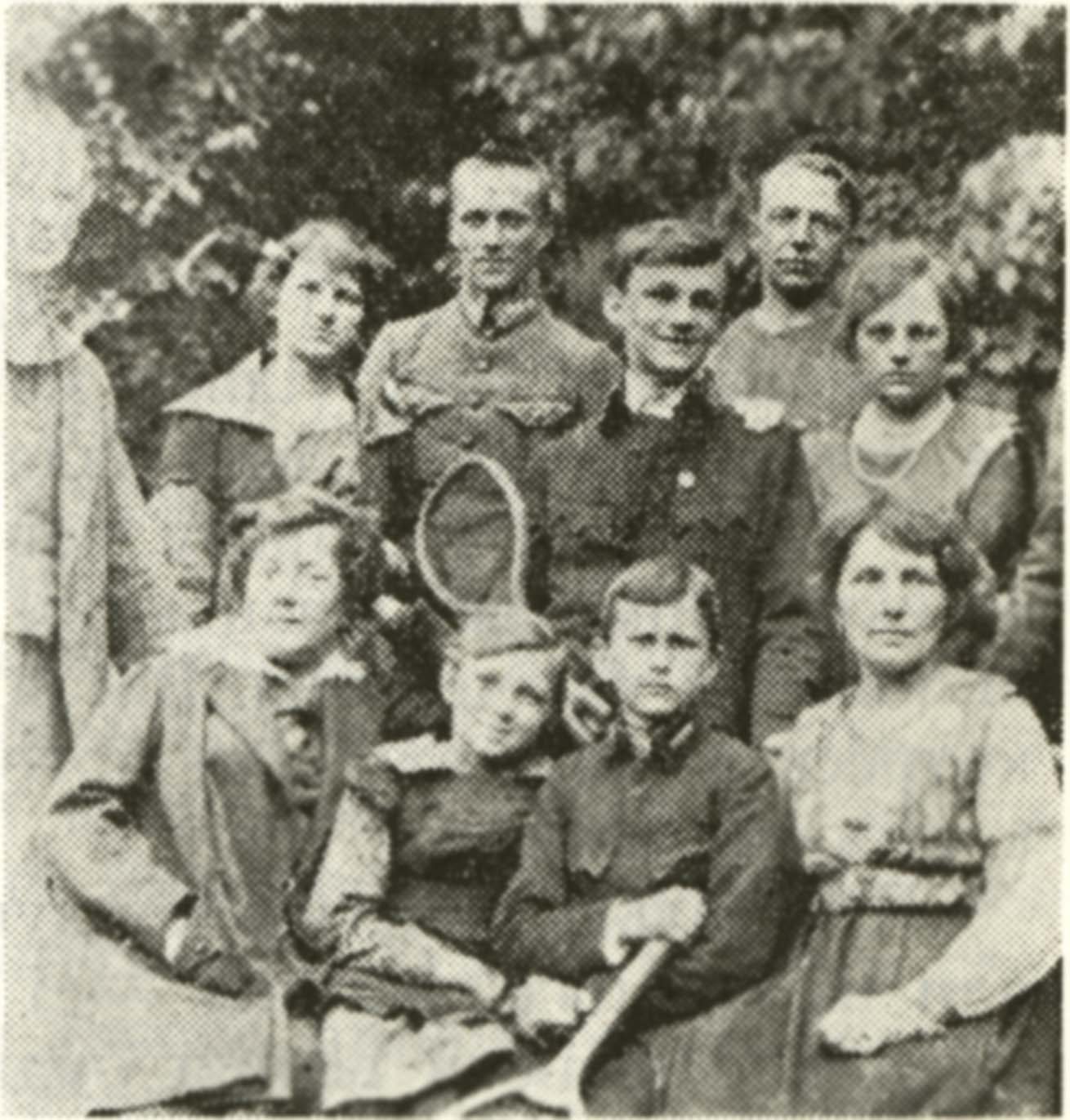
La famiglia Turkevich in Ucraina (1915 circa). Nella riga di mezzo (da sinistra a destra): la sorella Irena, il fratello Lev (con la racchetta) e Stefania

Stefania Turkevyč-Lukijanovyč iniziò i suoi studi musicali col compositore Vasyl Barvinsky. Dal 1914 al 1916 studiò a Vienna da pianista con Vilém Kurz. Dopo la prima guerra mondiale proseguì gli studi presso l'Università di Leopoli con Adolf Chybiński, frequentando anche le sue lezioni di teoria della musica al Conservatorio di Leopoli.
Nel 1919 scrisse la sua prima opera musicale, la Liturgia (Літургію), che fu eseguita più volte nella cattedrale di San Giorgio a Leopoli.
Nel 1921 si trasferì nuovamente a Vienna, dove poté studiare con Guido Adler all'Università e con Joseph Marx presso l'Università per la musica e le arti interpretative, dove si laureò nel 1923 con un diploma da insegnante.
Nel 1925 sposò Robert Lisovskyi e viaggiò con lui a Berlino, dove la coppia visse dal 1927 al 1930. In Germania studiò con Arnold Schönberg e Franz Schreker. Fu durante questo periodo, nel 1927, che nacque sua figlia Zoja (Зоя).
Nel 1930 si recò a Praga per studiare con Zdeněk Nejedlý all'Università Carolina e con Otakar Šín al Conservatorio. Approfondì anche la composizione con Vítězslav Novák all'Accademia di musica. Nell'autunno del 1933 prese ad insegnare pianoforte e divenne accompagnatrice al Conservatorio di Praga. Nel 1934 discusse la sua tesi sul folclore ucraino nelle opere russe, conseguendo il dottorato in musicologia presso la Libera Università Ucraina di Praga. Divenne così la prima donna della Galizia (che allora faceva parte della Polonia) a ricevere un dottorato di ricerca.
Ritornata a Leopoli, dal 1934 fino all'inizio della seconda guerra mondiale lavorò come insegnante di teoria musicale e pianoforte al Conservatorio e fu membro dell'Unione dei musicisti professionisti ucraini.

### Seconda guerra mondiale
Nell'autunno del 1939, dopo l'occupazione sovietica dell'Ucraina occidentale, fu impiegata come tutor e primo violino al Teatro dell'Opera di Leopoli e dal 1940 al 1941 fu professore associato al Conservatorio. Dopo la chiusura del Conservatorio a seguito dell'occupazione tedesca, continuò ad insegnare alla Scuola Statale di Musica. Nella primavera del 1944 lasciò Leopoli per Vienna. Fuggendo l'occupazione sovietica, nel 1946 si trasferì nell'Austria meridionale e da lì in Italia, dove il suo secondo marito, Nartsiz Lukyanovich, lavorava come medico al comando britannico. A seguito, le sue opere furono bandite in Ucraina dall'Unione Sovietica.

### Nel Regno Unito
Nell'autunno del 1946 la coppia si trasferì nel Regno Unito. Vissero in diverse città: Brighton (1947–1951), Londra (1951–1952), Barrow Gurney (vicino a Bristol) (1952–1962), Belfast (Irlanda del Nord) (1962–1973) e Cambridge (dal 1973).
Riprese a comporre alla fine degli anni '40 e di tanto in tanto suonava il piano in pubblico; in particolare nel 1957 diede in una serie di concerti nelle comunità ucraine d'Inghilterra e nel 1959 in un concerto di musica per pianoforte a Bristol. Era membro della British Society of Women-Composers and Musicians (che esistette fino al 1972).
La sua opera Cuore di Oksana fu eseguita nella Centennial Concert Hall di Winnipeg (Canada) nel 1970, sotto la direzione artistica della sorella Irena Turkevycz-Martynec.
Dopo aver continuato a comporre per tutti gli anni '70, Stefania Turkewich morì l'8 aprile 1977 a Cambridge, in Inghilterra. 

## Opere
Stefania Turkewich ci ha lasciato composizioni moderne, ma che ricordano i canti popolari ucraini quando non hanno un carattere marcatamente espressionistico. 

### Sinfonie e opere orchestrali
- Симфонія - Sinfonia n. 1 - 1937
- Симфонія n. 2(a) - Sinfonia n. 2(a) - 1952
- Симфонія n. 2(b) (2-гий варіант) - Sinfonia n. 2(b) (2ª versione)
- Симфонієта - Sinfonietta - 1956
- Три Симфонічні Ескізи - Tre schizzi sinfonici - 1975
- Симфонічна поема - Poema sinfonico «La Vitа»
- Космічна симфонія - Sinfonia spaziale - 1972
- Сюїта для подвійного струнного оркестру -  Suite per doppia orchestra d'archi
- Фентезі для подвійного струнного оркестру - Fantasia per doppia orchestra d'archi

### Balletti
- Руки - La ragazza dalle mani appassite - Bristol, 1957
- Перли - La collana
- Весна (Дитячий балет) - Primavera (Balletto per bambini) - 1934-35
- Мавка (a) - Mavka, la ninfa della foresta - Belfast, 1964-67
- Мавка (b) - Mavka, la ninfa della foresta (2ª versione) - Belfast, 1964-67
- Страхопуд - Spaventapasseri - 1976

### Opera lirica
- Мавка - Mavka (incompiuta), basato su La canzone della foresta di Lesja Ukraïnka

### Opere per l'infanzia
- «Цар Ох» або Серце Оксани - Zar Okh o Cuore di Oksana - 1960
- «Куць» - Il giovane diavolo
- «Яринний городчик» - Un orto - 1969

### Corale
- Літургія - Liturgia - 1919
- Псалом Шептицькому - Salmo a Šeptytsky
- До Бою - Prima della battaglia
- Триптих - Trittico
- Колискова (А-а, котика нема) - Ninna nanna (Ah, non c'è il gatto) - 1946

### Musica da camera strumentale
- Соната для скрипки і фортепіано - Sonata per violino e pianoforte - 1935
- (a) Cтрунний квартет - Quartetto d'archi - 1960-1970
- (b) Cтрунний кварітето - Quartetto d'archi (2ª versione) - 1960-1970
- Тріо для скрипки, альта і віолончела - Trio per violino, viola e violoncello - 1960-1970
- Квінтет для двох скрипок, альта, віолончела фортепіано - Quintetto per due violini, viola, violoncello e pianoforte - 1960-1970
- Тріо для флефти - Trio per fiati (flauto, clarinetto e fagotto) - 1972

### Pianoforte
- Варіації на Українську тему - Variazioni su un tema ucraino - 1932
- Фантазія: Суїта фортепянна на Українські теми - Fantasia: suite per pianoforte su temi ucraini - 1940
- Імпромпту - Impromptu - 1962
- Гротеск - Grottesco - 1964
- Гірська сюїта - Suite della montagna - 1966-68
- Цикл п'єс для дітей - Ciclo di pezzi per l'infanzia - 1936-1946
- Українські коляди та щедрівки - Canti e ščedryk ucraini
- Вістку голосить - Buone Notizie
- Natale con Arlecchino - 1971

### Varie
- Серце - Cuore per voce solista con orchestra
- Лорелеї - Lorelei per voce narrante, armonium e pianoforte, parole di Lesja Ukraïnka - 1919
- Май - Maggio - 1912
- Тема народної пісні - Temi di canzoni popolari
- На Майдані - Piazza dell'Indipendenza, pezzo per pianoforte
- Не піду до леса з конечкамі - Лемківська пісня - Canzone lemca per voce e archi